# Ani tore! EX
Ani tore! EX (あにトレ！EX?), anche nota come Anime de training! EX (lett. "Allenamento attraverso anime! EX"), è una serie televisiva anime coprodotta da Rising Force ed Earth Star Entertainment per la regia di Atsushi Nigorikawa, trasmessa in Giappone tra il 12 ottobre e il 28 dicembre 2015. Una seconda stagione, intitolata Ani tore! XX, è andata in onda dal 5 ottobre al 21 dicembre 2016.

## Trama
La storia segue le vicende di cinque giovani aspiranti idol mentre si allenano facendo vari esercizi quotidiani.

## Personaggi
Asami Hoshi (星 あさみ?, Hoshi Asami)
Doppiata da: Miku Itō
Eri Higuchi (樋口 えり?, Higuchi Eri)
Doppiata da: Azumi Waki
Shizuno Saotome (早乙女 静乃?, Saotome Shizuno)
Doppiata da: Miyu Komaki
Shion Tachibana (橘 紫苑?, Tachibana Shion)
Doppiata da: Maria Naganawa
Yū Hiraoka (平岡 優?, Hiraoka Yū)
Doppiata da: Kanon Takao

## Produzione
L'anime, realizzato dallo studio Rising Force per la regia di Atsushi Nigorikawa, è andato in onda dal 12 ottobre al 28 dicembre 2015. La sigla di apertura è Vital Exercise, interpretata dalle doppiatrici delle cinque protagoniste Miku Itō, Azumi Waki, Miyu Komaki, Maria Naganawa e Kanon Takao. In varie parti del mondo gli episodi sono stati trasmessi in streaming, in contemporanea col Giappone, da Crunchyroll.
Una seconda stagione anime, intitolata Ani tore! XX: hitotsu yane no shita de (あにトレ！XX ～ひとつ屋根の下で～?), è stata trasmessa tra il 5 ottobre e il 21 dicembre 2016. In Italia e nel resto del mondo all'infuori dell'Asia gli episodi sono stati trasmessi in streaming sempre in versione simulcast da Crunchyroll.

### Episodi
| EX | Giapponese 「Kanji」 - Rōmaji                                                                     | In onda          | In onda |
| EX | Giapponese 「Kanji」 - Rōmaji                                                                     | Giapponese       |         |
| 1  | 「腕立て腹筋！ばっちこーい！！」 - Udetate fukkin! Bacchikōi!!                                    | 11 ottobre 2015  |         |
| 2  | 「もっと腕立て！バストアップなんだから！！」 - Motto udetate! Basuto appu nandakara!!             | 18 ottobre 2015  |         |
| 3  | 「背筋スクワット！目指せ大和撫子ですわ！！」 - Haikin sukuwatto! Mezase yamatonadeshiko desu wa!! | 25 ottobre 2015  |         |
| 4  | 「邪神降臨舞踏！闇よ、我を導き給へ！！」 - Jashin yoga butō! Yami yo, ga o michibiki-kyū e!!      | 1º novembre 2015 |         |
| 5  | 「レッツ・ダンシング！汗をかいてキラリキラ！！」 - Rettsu danshingu! Ase o kaite kirarikira!!     | 8 novembre 2015  |         |
| 6  | 「キック＆ツイスト！いっぱい頑張るですぅ！！」 - Kikku & tsuisuto! Ippai ganbaru desu!!           | 15 novembre 2015 |         |
| 7  | 「ハードに腕立てスクワット！負けないもん！！」 - Hādo ni udetate sukuwatto! Makenai mon!!         | 22 novembre 2015 |         |
| 8  | 「モア・ダンシング！笑顔で美デトックス！！」 - Moa danshingu! Egao de bi detokkusu!!              | 29 novembre 2015 |         |
| 9  | 「伸び伸びストレッチ！魅惑のプールサイド！！」 - Nobinobi sutorecchi! Miwaku no pūrusaido!!       | 6 dicembre 2015  |         |
| 10 | 「Let's Go スポーツジム！楽しくエクササイズ！！」 - Let's Go supōtsu jimu! Tanoshiku ekusasaizu!! | 13 dicembre 2015 |         |
| 11 | 「ゆったり太極拳！体幹、鍛えるんだから！！」 - Yuttari taikyokuken! Taikan, kitaerun dakara!!     | 20 dicembre 2015 |         |
| 12 | 「ばいたる☆エクササイズ！もっと笑顔！！」 - Baitaru ekusasaizu! Motto egao!!                      | 27 dicembre 2015 |         |

Seconda stagione
| XX | Titolo italiano Giapponese 「Kanji」 - Rōmaji | In onda          | In onda |
| XX | Titolo italiano Giapponese 「Kanji」 - Rōmaji | Giapponese       |         |
| 1  | Mettiamocela tutta XX! Pulizie e addominali laterali 「いざゆけ新ＸＸ！ レッツお掃除＆サイドベンド」 - Iza yuke shin XX! Rettsu osōji & saido bendo                                                                     | 5 ottobre 2016   |         |
| 2  | Viaggio XX in treno?! Esercitarsi ovunque e in qualsiasi momento 「走るＸＸ電車！？いつでもどこでもトレーニング」 - Hashiru XX densha!? Itsu demo doko demo torēningu                                                   | 12 ottobre 2016  |         |
| 3  | Rotola, rotola, esercizi sul materassino! XX mettiamocela tutta 「回れ回れ、マット・エクササイズ！ＸＸあるのみですわ」 - Maware maware, matto ekusasaizu! XX aru nomi desu wa                                           | 19 ottobre 2016  |         |
| 4  | Il piacevole XX del vuoto! L'inizio della fine 「悦楽なる闇のＸＸ！終焉の始まりし時」 - Etsuraku naru yami no XX! Shūen no hajimarishi toki                                                                             | 26 ottobre 2016  |         |
| 5  | Esercitiamoci! XX Facciamo stretching e puntiamo a diventare nuotatori provetti 「レッツ柔軟！ＸＸほぐして、目指せトップスイマー」 - Rettsu jūnan! XX hogu shite, mezase toppu suimā                                    | 2 novembre 2016  |         |
| 6  | In forma con la palla da ginnastica! Ti nomino mio XX 「バランスボールでシェイプアップ！余のＸＸと認めよう」 - Baransu bōru de sheipu appu! Yo no XX to mitomeyō                                                        | 9 novembre 2016  |         |
| 7  | Aerobica rinfrescante col jogging! XX è una magnifica sensazione 「ジョギングでさわやか有酸素！ＸＸって気持ちいいね」 - Jogingu de sawayaka yūsanso! XX tte kimochi ii ne                                               | 16 novembre 2016 |         |
| 8  | Massaggi rilassanti! Facciamo XX insieme 「マッサージでリラックス！ 一緒にＸＸしましょう」 - Massāji de rirakkusu! Issho ni XX shimashō                                                                                 | 23 novembre 2016 |         |
| 9  | Riscaldiamoci saltando la corda! Non solo il corpo, ma anche XX… 「なわとびでポッカポカ！カラダだけでなく、ＸＸも…」 - Nawatobi de pokkapoka! Karada dake de naku, XX mo…                                               | 30 novembre 2016 |         |
| 10 | Addio alle preoccupazioni con flessioni ed esercizi lombari! Impegniamoci per provare a fare XX 「腕立て＆背筋でお悩み解消！がんばってＸＸいれてみます」 - Udetate & haikin de onayami kaishō! Ganbatte XX irete mimasu | 7 dicembre 2016  |         |
| 11 | Assottiglia le braccia grazie ai manubri! Un incantevole XX ti aspetta 「ダンベルで二の腕スッキリ！魅惑のＸＸが待ってるよ」 - Danberu de ni no ude sukkiri! Miwaku no XX ga matteru yo                                  | 14 dicembre 2016 |         |
| 12 | Vivere insieme! XX sta per cominciare 「ひとつ屋根の下で！ＸＸが始まる時間だよ」 - Hitotsu yane no shita de! XX ga hajimaru jikan da yo                                                                                 | 21 dicembre 2016 |         |